# Бодо Іллгнер
Бодо Іллгнер (нім. Bodo Illgner, нар. 7 квітня 1967, Кобленц) — німецький футболіст, що грав на позиції воротаря. Чемпіон світу. Найкращий воротар Європи 1991 року.

## Клубна кар'єра
Народився 7 квітня 1967 року в місті Кобленц. Вихованець футбольної школи клубу «Кельн». Дорослу футбольну кар'єру розпочав 1985 року. Перші два сезони був дублером чемпіона Європи 1980 року Харальда Шумахера, а після переходу останнього до «Шальке» — основним голкіпером клубу. Найбільш вдалими були три сезони у кінці 80-х років: у чемпіонаті 1987/88 команда посіла третє місце, а в двох наступних — друге. Чотири рази поспіль визнавався найкращим голкіпером Німеччини (з 1989 по 1992 рік). 1991 року, в опитуванні УЄФА — найкращим воротарем Європи. За «Кельн» виступав протягом одинадцяти сезонів, лише в бундеслізі провів 326 матчів.
1996 року де-факто завершив виступи основний голкіпер мадридського «Реалу» Франсиско Буйо і керівництво команди запросило на його місце Бодо Іллгнера. За королівський клуб відіграв чотири сезони. У першому — провів сорок лігових матчів, а наступного — здебільшого на поле виходив Сантьяго Каньїсарес. На третій рік перебування в «Реалі» знову основний воротар, а в останньому — дублер місцевого вихованця Ікера Касільяса. За цей час виборов титул чемпіона Іспанії, двічі ставав переможцем Ліги чемпіонів УЄФА, володар міжконтинентального кубка і суперкубка Іспанії.

## Виступи за збірні
Протягом 1985–1987 років залучався до складу молодіжної збірної Німеччини (провів 7 офіційних матчів).
У національній збірній дебютував 23 вересня 1987 року. На своєму полі німецькі футболісти здобули перемогу над збірною Данії. На чемпіонаті Європи 1988 року, який проходив у ФРН, був дублером Айке Іммеля. З наступного року став основним голкіпером збірної. 1990 року в Італії здобув титул чемпіона світу. На турнірі брав участь в усіх семи матчах національної команди.
Через два роки в Швеції німецька збірна була одним із фаворитів континентальної першості. Однак у фіналі сенсаційно поступилася збірній Данії, яка потрапила на турнір лише завдяки дискваліфікації збірної Югославії. Був учасником чемпіонату світу 1994 у США, де німці у чвертьфіналі поступилися болгарам. Всього за вісім років у головній команді країни провів 54 матчі, пропустив 50 голів.

## Титули і досягнення

### Командні
- Чемпіон Європи (U-16): 1984
- Чемпіон світу (1): 1990
- Віце-чемпіон Європи (1): 1992
- Переможець Ліги чемпіонів (2): 1998, 2000
- Володар міжконтинентального кубка (1): 1998
- Чемпіон Іспанії (1): 1997
- Володар суперкубка Іспанії (1): 1997

### Особисті
- Найкращий воротар Європи (1): 1991
- Найкращий воротар Німеччини (4): 1989, 1990, 1991, 1992